# Ventureta Mestres i Gras
Ventureta Mestres i Gras (Vilanova i la Geltrú, 14 de juliol de 1925 - Vilanova i la Geltrú, 25 de juliol de 1994) va ser una actriu i cantant, soprano, principalment intèrpret de sarsuela. Continuà la tradició vocal vilanovina de les també cantants Pilar Bagués, Antònia Paretas i Montserrat Miró.

## Biografia
Nascuda al carrer de la Muralla de la Geltrú, era filla d'una família treballadora. De ben jove, Ventureta Mestres va exhibir les seves facultats vocals al Cor Parroquial de Santa Maria de la Geltrú, i fou el seu descobridor i primer professor musical el mestre Montserrat, que li ensenyà cant i solfeig. Amplià formació al Conservatori del Liceu de Barcelona, on obtingué una beca i hi estudià sis cursos amb la reconeguda professora Dolors Frau, que ho era també de Victòria dels Àngels. Les notes obtingudes en els corresponents exàmens de música, declamació i italià van ésser excel·lents a tots els cursos.
Ventureta Mestres va debutar a Vilanova el 16 d'octubre de 1947 al Teatre Bosc, on va cantar l'òpera Marina d'Emilio Arrieta amb un èxit aclaparador. L'any 1949 va guanyar el primer premi del Concurs Nacional d'Òpera organitzat per Ràdio Tarragona.
L'any 1953 fou contractada com a soprano professional del promotor Tomàs Ros, i debutà amb Marina al Teatre Borràs de Barcelona. Prosseguí després amb la companyia del baríton Francesc Bosch i debutà al Teatre Espanyol (Barcelona) amb La tabernera del puerto per tot seguit interpretar la mateixa obra al Teatro Gayarre de Pamplona. Més endavant formà part de la companyia de Joan Gual i després de la del Teatre Bravium de Reus sota la direcció de Josep Casanovas.
Fins a finals de l'any 1956 va actual professionalment pels principals teatres d'Espanya i França, i va tenir d'acompanyants, entre d'altres, Josep Forasté, Francesc Egea, Angelita Navés, Rafael Campos, Andreu Viñas, Joan Gual, Enric Sacristan, Gregori Cañabate, Antoni Miras, Reyes Millán, Esteban Recasens... L'any 1957 va rebre la medalla d'argent al Mèrit Teatral de Reus i un guardó similar de la Societat Coral "El Ciervo" de Sabadell.
De l'any 1960 al 1975, va fer actuacions per lliure, sense signar contractes professionals amb cap companyia. Va posar cloenda a la seva carrera cantant Los Gavilanes al Teatre La Salle de Reus. Altres títols que interpretà al llarg de la seva carrera artística havien estat La Rosa del Azafrán, Los Claveles, Maruxa, La Viejecita, Bohemios, El cantar del arriero, Marina, La Generala, Don Gil de Alcalá, Luisa Fernanda, La Dolorosa, Cançó d'amor i de guerra, La Tempestad, El Divo.
El 15 de juny de 1990 va rebre un homenatge al Teatre Principal de Vilanova i la Geltrú. Morí el 25 de juliol de 1994, i poc després, el 3 d'abril del 1995, l'ajuntament de Vilanova i la Geltrú li dedicà un carrer.
El 2009 rebé un nou homenatge ciutadà, amb la publicació d'una biografia a càrrec de Miquel Altadill i Giner i la col·locació d'una placa a la casa on va viure.